# 木村一夫
木村 一夫（きむら かずお、1909年6月28日 - 1987年11月4日）は、日本の陸上競技（走高跳）の選手。
1920年代後半から1930年代にかけて活躍し、日本陸上競技選手権大会優勝5回、1929年から1933年にかけて日本記録保持者。1928年アムステルダムオリンピックと1932年ロサンゼルスオリンピックに出場した。

## 経歴
兵庫県加古郡加古川町（現在の加古川市）出身。関西学院中学部に進み、1927年の第8回極東選手権大会（上海）の走高跳で2位。1926年・1927年の日本陸上競技選手権大会で優勝。
早稲田大学に進学。1928年の日本陸上競技選手権大会で優勝（以後、1929年・1931年と早稲田大学所属で優勝）。1928年アムステルダムオリンピックに出場。同じ日本人の織田幹雄との競り合いの中で1m90cmをクリアして6位となった。1930年に第9回極東選手権競技大会（東京）で銀メダル。1932年ロサンゼルスオリンピック で6位になった。